# Marie Kirschen
Marie Kirschen (née en 1984) est une journaliste française. Elle a été rédactrice en chef des Inrockuptibles de mars 2019 à septembre 2020.

## Biographie
Spécialiste des questions féministes et LGBT, Marie Kirschen commence sa carrière comme pigiste pour Têtu puis Slate. Par la suite, elle devient notamment responsable de la partie féminine du magazine : Têtue. Elle rejoint ensuite le journal Libération et BuzzFeed News où elle est responsable de la partie MEUFS avec Anaïs Bordages jusqu'à la disparition du média. 
Elle fonde la revue lesbienne Well, Well, Well et en devient rédactrice en chef.  
Elle est également membre du collectif de femmes journalistes Prenons la Une. 
En mars 2019, elle est nommée rédactrice en chef du site des Inrocks. La nomination de cette journaliste connue pour son travail sur la défense des droits des femmes est saluée par le collectif de journalistes féministes Prenons la Une. 
Au printemps 2019, elle lance avec les journalistes Aude Lorriaux et Nassira El Moaddem Le Deuxième texte, un podcast dédié aux textes féministes.  
Depuis septembre 2019, elle intervient régulièrement dans l'émission Pas son genre, l'hebdo de Giulia Foïs sur France Inter.
En janvier 2020 ses propos expliquant le « silence »,de l'hebdomadaire les Inrockuptibles au sujet de l'Affaire Mila par le recentrage du journal sur la culture font l'objet de critiques ,.
En septembre 2020 dans un climat d'inquiétudes lié à une érosion des ventes et à un possible basculement au format mensuel du journal, Marie Kirschen quitte la rédaction des Inrockuptibles.
En février 2021, elle publie une histoire sociale, politique et populaire des féminismes, accompagnée de 60 illustrations originales d’Anna Wanda Gogusey.

## Ouvrages
- Marie Kirschen, Herstory. Histoire(s) des féminismes, La ville brûle, 2021[18].